# Pablo Pinillos
Pablo Pinillos Caro est un footballeur espagnol, né le 9 juillet 1974 à Murillo de Río Leza en Espagne. Il évoluait au poste d'arrière droit.

## Carrière
- 1995-1996 :  CD Calahorra
- 1996-1997 :  Pontevedra CF
- 1997-1999 :  Deportivo La Corogne
- 1999-2000 :  CD Toledo
- 2000-2003 :  SD Compostelle
- 2003-2005 :  Levante UD
- 2005-2011 :  Racing Santander[2]

## Palmarès
- Levante UD
  - Vainqueur de la Liga Adelante : 2004